# 法国驻沈阳总领事馆
法兰西共和国驻沈阳总领事馆（法語：Consulat général de la République française à Shenyang）是法兰西共和国派驻中华人民共和国沈阳市的外交代表机构。法国驻沈阳总领事馆的领区范围为黑龙江省、吉林省、辽宁省。现任总领事为罗毅睿。